# Tom Benton
Pour les articles homonymes, voir Benton.
Thomas "Tom" Benton, né le 20 novembre 1999, est un coureur cycliste australien, membre de l'équipe Global 6 Cycling.

## Biographie
Tom Benton commence le cyclisme à l'âge de 7 ans au Carnegie Caulfield Cycling Club.
En 2020, il participe à la Race Torquay parmi les professionnels avec l'équipe nationale d'Australie. L'année suivante, il est sacré champion d'Australie sur route espoirs à Buninyong, devant deux de ses coéquipiers d'InForm TMX MAKE. 

## Palmarès
- 2019
  - 5e étape du Tour of the Great South Coast (contre-la-montre par équipes)
- 2021
  -  Champion d'Australie sur route espoirs